# Loutfi Daoudou
Pour les articles homonymes, voir Daoudou.
Loutfi Daoudou (né le 28 septembre 1997) est un footballeur international comorien évoluant au poste de milieu de terrain. Il évolue avec au FC Mulhouse et la sélection des Comores. Il a aussi la nationalité française.

## Biographie

### Carrière en club
Loutfi Daoudou  joue au Marignane Gignac FC en National 2 jusqu'en 2017. Il joue en Régional 1 pour la saison 2017-2018 avec le FC Istres. En 2018, il intègre l'AS Gémenos en National 3. Il rejoint l'AS Furiani Agliani en National 3 en 2020.

### Carrière internationale
Loutfi Daoudou est appelé pour la première fois en sélection nationale comorienne pour le tour de qualification de la Coupe arabe de la FIFA 2021 contre la Palestine à Doha le 24 juin 2021. Il entre à la 73e minute de ce match où les Comoriens s'inclinent largement sur le score de 5 à 1, échouant donc à se qualifier pour la phase finale prévue à la fin de l'année,.